# Carolina Plaza
María Carolina Plaza Guzmán (Santiago, 23 de mayo de 1972) es una relacionadora pública y política chilena, militante de la Unión Demócrata Independiente (UDI). Se desempeñó como concejala (1996-2000), y luego alcaldesa de la comuna Huechuraba entre 2000 y 2011. Durante el primer gobierno de Sebastián Piñera, ejerció como directora de la División de Organizaciones Sociales (DOS), y en el segundo, como subdirectora y directora del Servicio Nacional de la Mujer y la Equidad de Género (SernamEG), entre 2020 y 2021. Desde junio de ese último año ejerce como concejala de Providencia, por el periodo 2021-2024.

## Educación
Estudió relaciones públicas, en la Universidad del Pacífico y un magíster en políticas públicas de la Universidad del Desarrollo. Además cuenta con un y diplomado en seguridad multidimensional de la misma casa de estudios.

## Carrera política
Ha trabajado en el sector privado en cargos gerenciales y de dirección en empresas y fundaciones sin fines de lucros nacionales e internacionales.
Entre diciembre de 1996 y diciembre de 2000 se desempeñó como concejala de la comuna de Huechuraba, para luego ejercer como alcaldesa de la misma durante tres periodos consecutivos; entre diciembre de 2000 y septiembre de 2011, cuando renunció para ejercer como directora nacional de la División de Organizaciones Sociales (DOS) del Ministerio Secretaría General de Gobierno, bajo la primera administración del presidente Sebastián Piñera, hasta diciembre de 2012. Posteriormente, entre fines de 2019 y enero de 2020, se desempeñó como subdirectora del Servicio Nacional de la Mujer y la Equidad de Género (SernamEG), designada por la segunda administración de Sebastián Piñera.
Tras los respectivos concursos de Alta Dirección Pública (ADP), Piñera, la nombró como directora titular del SernamEG, cargo que ejerció entre el 27 de enero de 2020 y el 13 de marzo de 2021, cuando renunció a dicha labor para postular al concejo municipal de la comuna de Providencia, resultando electa en los comicios de mayo, para el periodo 2021-2014. Allí, es una de las más cercanas a la alcaldesa de esa comuna, Evelyn Matthei.

## Historial electoral

### Elecciones municipales de 1996
- Elecciones municipales de 1996, para la alcaldía de Huechuraba[4]

| Candidato                 | Pacto                    | Partido | Votos | %     | Resultado |
| ------------------------- | ------------------------ | ------- | ----- | ----- | --------- |
| Sofía Prats Cuthbert      | Concertación Democrática | PPD     | 8592  | 31,24 | Alcaldesa |
| Gabriel Rodríguez Vega    | Concertación Democrática | DC      | 2941  | 10,69 | Concejal  |
| Rosa Haran                | Concertación Democrática | DC      | 2441  | 8,87  | Concejal  |
| Carmen Allende Castro     | Concertación Democrática | PS      | 2438  | 8,86  | Concejal  |
| Luzmenia Toro Sepúlveda   | La Izquierda             | PCCh    | 1903  | 6,92  |           |
| Carolina Plaza Guzmán     | Unión por Chile          | Ind.    | 1870  | 6,80  | Concejal  |
| Agustín Contreras Duarte  | Concertación Democrática | DC      | 1576  | 5,73  |           |
| Eduardo Flores Concha     | Unión por Chile          | Ind.    | 1248  | 4,54  |           |
| Daniel Arias Galleguillos | Independiente            | Ind.    | 1090  | 3,96  |           |
| René Arcos Carvajal       | La Izquierda             | PC      | 637   | 2,32  |           |
| Rafael Díaz Rivera        | Unión por Chile          | RN      | 635   | 2,31  |           |
| José Retamales Silva      | Concertación Democrática | PPD     | 451   | 1,64  | Concejal  |

### Elecciones municipales de 2000
- Elecciones municipales de 2000, para la alcaldía de Huechuraba[5]

| Candidato                 | Pacto                    | Partido | Votos | %     | Resultado |
| ------------------------- | ------------------------ | ------- | ----- | ----- | --------- |
| Carolina Plaza Guzmán     | Alianza                  | UDI     | 7962  | 28,96 | Alcaldesa |
| Sofía Prats Cuthbert      | Concertación Democrática | PPD     | 6356  | 23,12 | Concejal  |
| Carmen Allende Castro     | Concertación Democrática | PS      | 5677  | 20,65 | Concejal  |
| Gabriel Rodríguez Vega    | Concertación Democrática | DC      | 2607  | 9,48  | Concejal  |
| Rosa Haran                | Concertación Democrática | DC      | 1326  | 4,82  |           |
| Luzmenia Toro Sepúlveda   | La Izquierda             | PC      | 1095  | 3,98  |           |
| José Retamales Silva      | Concertación Democrática | PPD     | 590   | 2,15  | Concejal  |
| Aníbal Rodríguez Letelier | Alianza                  | UDI     | 301   | 1,09  | Concejal  |

### Elecciones municipales de 2004
- Elecciones municipales de 2004, para la alcaldía de Huechuraba[6]

| Candidato              | Pacto                    | Partido | Votos  | %     | Resultado |
| ---------------------- | ------------------------ | ------- | ------ | ----- | --------- |
| Carolina Plaza Guzmán  | Alianza                  | UDI     | 15 760 | 57,15 | Alcaldesa |
| Carmen Allende Castro  | Concertación Democrática | PS      | 10 318 | 37,42 |           |
| Fernando Hidalgo Rojas | Juntos Podemos           | PCCh    | 1497   | 5,43  |           |

### Elecciones municipales de 2008
- Elecciones municipales de 2008, para la alcaldía de Huechuraba[7]

| Candidato             | Pacto                    | Partido | Votos  | %     | Resultado |
| --------------------- | ------------------------ | ------- | ------ | ----- | --------- |
| Carolina Plaza Guzmán | Independiente            | Ind.    | 16 458 | 59,24 | Alcaldesa |
| Sergio Escobar Jofré  | Concertación Progresista | PPD     | 10 173 | 36,62 |           |
| Gerardo Ureta Campos  | Alianza                  | UDI     | 1150   | 4,14  |           |

### Elecciones municipales de 2016
- Elecciones municipales de 2016, para la alcaldía de Huechuraba[8]

| Candidato              | Pacto          | Partido | Votos  | %     | Resultado |
| ---------------------- | -------------- | ------- | ------ | ----- | --------- |
| Carlos Cuadrado Prats  | Nueva Mayoría  | PPD     | 16 208 | 65,29 | Alcalde   |
| Carolina Plaza Guzmán  | Chile Vamos    | Ind.    | 5944   | 23,94 |           |
| Víctor Urzúa Maulén    | Independientes | Ind.    | 2412   | 9,72  |           |
| Osvaldo Navarro Jamett | Pueblo Unido   | Ind.    | 262    | 1,06  |           |

### Elecciones municipales de 2021
- Elecciones municipales de 2021, para el concejo municipal de Providencia[9]

| Candidato                   | Pacto                         | Partido | Votos | %    | Resultado |
| --------------------------- | ----------------------------- | ------- | ----- | ---- | --------- |
| Manuel Monckeberg Balmaceda | Chile Vamos                   | RN      | 7855  | 9,53 | Concejal  |
| Giovanka Luengo Figueroa    | Ecologistas e Independientes  | Ind.    | 5051  | 6,13 |           |
| Macarena Fernández Donoso   | Frente Amplio                 | CS      | 3809  | 4,62 | Concejala |
| Raphael Bergoeing Vela      | Chile Vamos                   | EVO     | 3784  | 4,59 | Concejal  |
| Josefa Errázuriz Guilisasti | Unidad por el Apruebo         | PPD     | 3387  | 4,11 | Concejala |
| Tomás Echiburu Altamirano   | Frente Amplio                 | RD      | 2374  | 2,88 | Concejal  |
| Carolina Plaza Guzmán       | Chile Vamos                   | Ind-UDI | 2371  | 2,88 | Concejala |
| Consuelo Bravo Antunez      | Chile Vamos                   | EVO     | 2371  | 2,88 |           |
| Maria Pino García           | Frente Amplio                 | RD      | 2356  | 2,86 |           |
| Christian Espejo Muñoz      | Chile Vamos                   | UDI     | 2355  | 2,86 |           |
| Luis Ibacache Silva         | Chile Digno, Verde y Soberano | PC      | 2222  | 2,70 | Concejal  |
| Úrsula Eggers Gutiérrez     | Chile Digno, Verde y Soberano | Ind-PC  | 2039  | 2,47 |           |
| Julio Jung del Favero       | Unidad por el Apruebo         | PS      | 1862  | 2,26 |           |
| Pilar Fernández Valbuena    | Chile Vamos                   | UDI     | 1534  | 1,86 |           |
| Pablo Jaeger Cousiño        | Unidos por la Dignidad        | DC      | 1494  | 1,81 | Concejal  |
| Juan Reyes Salgado          | Chile Vamos                   | UDI     | 1456  | 1,77 |           |
| Matías Bellolio Merino      | Republicanos                  | PRCh    | 1387  | 1,68 | Concejal  |
| Cristofer Brunetti Núñez    | Chile Vamos                   | RN      | 1178  | 1,43 | Concejal  |